# غيميليانو
غيميليانو (كالابريان: Gimigghiànu) هي مدينة وكومونا في مقاطعة قطنصار بمنطقة قلورية، جنوب إيطاليا.